# Svetlana Pauliukaitė
Svetlana Pauliukaitė (nascida em 31 de julho de 1985) é uma ciclista de pista e estrada lituana que competiu no ciclismo nos Jogos Olímpicos de Verão de 2008, representando a Lituânia.